# I liga polska w hokeju na lodzie (2006/2007)
I liga polska sezon 2006/07

## Sezon zasadniczy
| Msc. | Drużyna                 | M  | Pkt | W  | R | P  | WpD | PpD | G+  | G-  | +/-  |
| ---- | ----------------------- | -- | --- | -- | - | -- | --- | --- | --- | --- | ---- |
| 1.   | Polonia Bytom           | 27 | 66  | 22 | 0 | 5  | 0   | 0   | 152 | 52  | +100 |
| 2.   | Czarne Jastrzębie-Zdrój | 27 | 63  | 21 | 1 | 5  | 1   | 0   | 143 | 54  | +89  |
| 3.   | SMS I Sosnowiec         | 25 | 43  | 14 | 1 | 10 | 1   | 1   | 111 | 77  | +34  |
| 4.   | GKS Katowice            | 23 | 42  | 13 | 2 | 8  | 0   | 1   | 96  | 80  | +16  |
| 5.   | Legia Warszawa          | 25 | 26  | 9  | 0 | 16 | 1   | 0   | 81  | 100 | -19  |
| 6.   | MMKS Nowy Targ          | 28 | 24  | 7  | 2 | 19 | 1   | 2   | 64  | 125 | -61  |
| 7.   | Orlik Opole             | 27 | 6   | 2  | 0 | 25 | 1   | 1   | 40  | 199 | -159 |

M — liczba rozegranych spotkań 

W — wygrane (ogółem) 

P — porażki (ogółem) 

R — remisy 

WpD — wygrane po dogrywce 

PpD — porażki po dogrywce 

G+ — gole strzelone 

G- — gole stracone 

Pkt — liczba zdobytych punktów 

+/- — różnica bramek